# Demokratische Partei Kurdistan-Iran

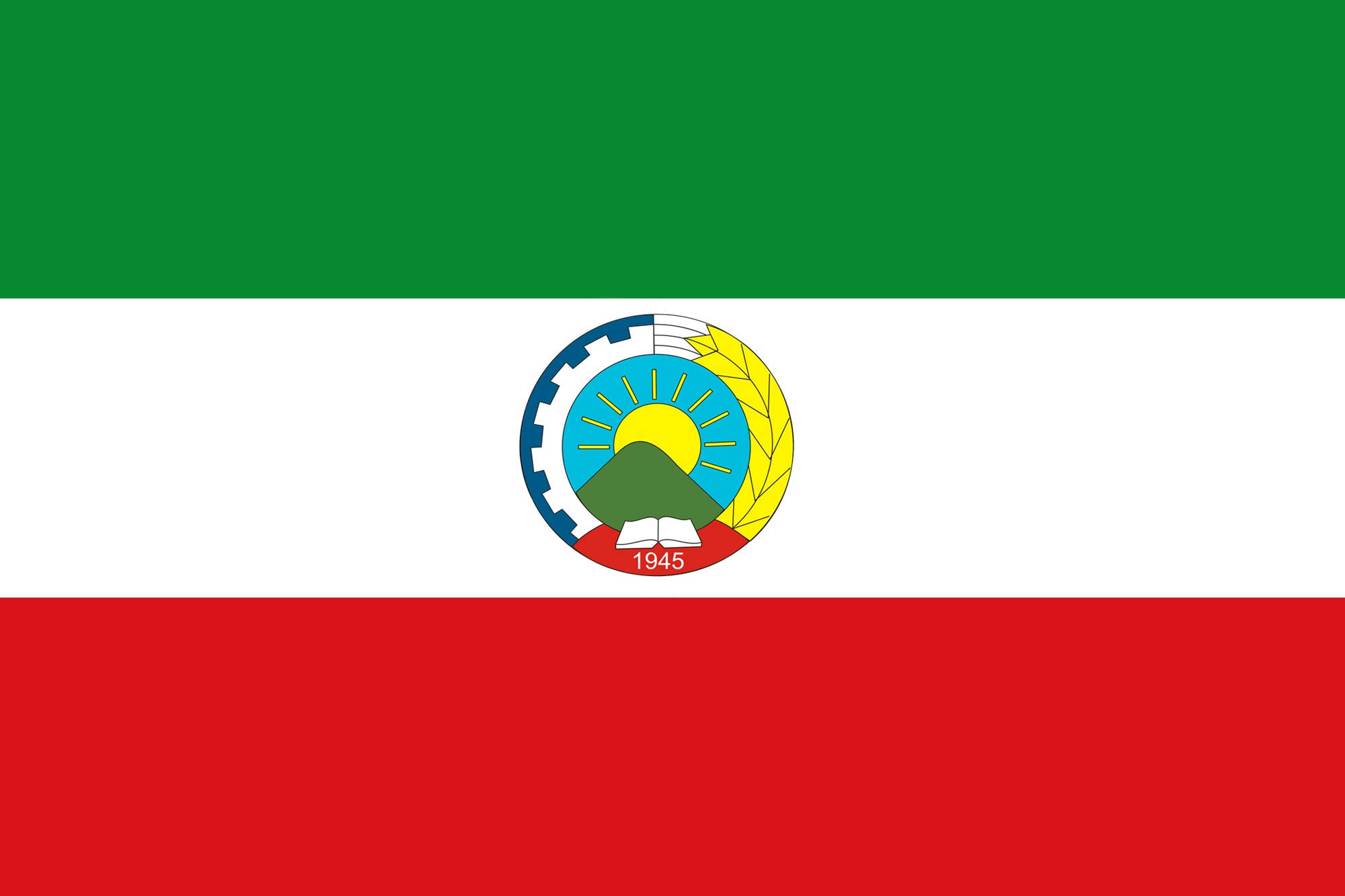
Flagge der Demokratischen Partei Kurdistan-Iran (DPK-I)

Die Demokratische Partei des Iranischen Kurdistans, kurz DPK-I (kurdisch: Partiya Demokratîk a Kurdistana Îranê, englisch Democratic Party of Iranian Kurdistan, ehemals: Demokratische Partei Kurdistan-Iran), ist eine sozialdemokratische kurdische Partei im Iran. Sie ist seit 2015 Vollmitglied bei der Sozialistischen Internationale. Die Partei fordert einen demokratischen und föderalen Iran. 2006 spaltete sich ein Teil unter dem alten Namen Demokratische Partei Kurdistans-Iran ab.

## Geschichte
Die DPK-I wurde am 16. August 1946 unter dem Namen Demokratische Partei Kurdistans in Mahabad als Nachfolgepartei der Komalay Ziyanaway Kurd („Konzil für die kurdische Wiedergeburt“) gegründet. Um allerdings Verwechselungen mit der irakischen Kurdisch Demokratischen Partei von Mustafa Barzani auszuschließen, wurde später das "I" als Kürzel für Iran eingefügt.
Die Partei stellte die Regierung der kurzlebigen Republik Mahabad. Ihr damaliger Vorsitzender war Qazi Mohammed.
Die Partei organisierte zwar einige kleinere Aufstände, aber nach dem Putsch gegen die Regierung von Mohammad Mossadegh im Jahr 1953 ging die Partei in den Untergrund.
Die DPK-I verhandelte nach der islamischen Revolution 1979 mit dem Chomeini-Regime über Autonomie. Allerdings negierte die Regierung die Forderungen der Partei und Chomeini erteilte sogar Fatwas gegen die Partei. Was dann folgte, war ein Krieg in den kurdischen Städten, der viel Leid und Zerstörung brachte. So wurde zum Beispiel am 3. September 1979 Mahabad, nachdem vorher schon andere Städte angegriffen wurden, von der iranischen Armee bombardiert.
Im Ersten Golfkrieg zwischen 1980 und 1988 wurde die Partei von Saddam Hussein unterstützt, um Teheran zu schwächen. Allerdings machte Teheran dasselbe mit den irakischen Kurden.
Am 13. Juli 1989 wurde der Vorsitzende Abdul Rahman Ghassemlou bei einem Treffen mit Vertretern der iranischen Regierung in Wien von Agenten ermordet. Sein Nachfolger Sadegh Scharafkandi wurde am 17. September 1992 bei Verhandlungen in Berlin (Mykonos-Attentat) ebenfalls erschossen.
2006 spaltete sich ein Teil der Partei wegen Streitigkeiten um die Wahl des Vorsitzenden beim 13. Kongress ab und formierten sich unter dem alten Namen Demokratische Partei Kurdistan-Iran.
Heute unterhält die Partei Lager im Nordirak. Seit dem Jahr 2007 vertritt die Partei die iranischen Kurden in der Unrepresented Nations and Peoples Organization.

## Organisation
Das Zentralkomitee besteht aus 21 ständigen und 10 gewählten Mitgliedern. Das ZK wählt die 7 Mitglieder zum Politbüro.

## Bedeutende Vorsitzende
- 1945–1947: Qazi Mohammed
- 1947–1973: Ahmad Tofiq
- 1973–1989: Abdul Rahman Ghassemlou
- 1989–1992: Sadegh Scharafkandi
- 1992–2004: Mamoste Abdullah Hassanzada
- ab 2004: Mustafa Hijri